# Itália nos Jogos Olímpicos de Inverno de 2010

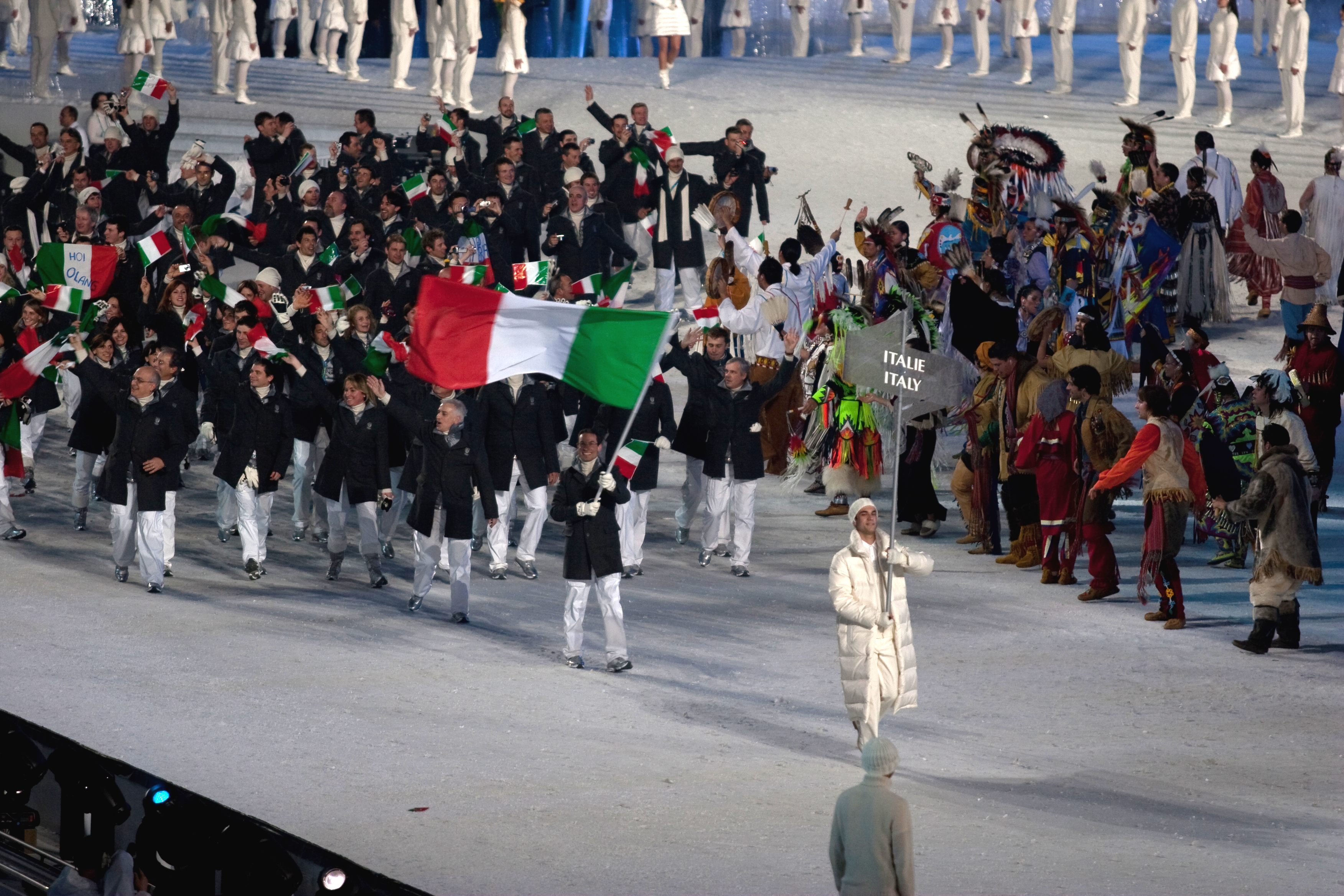
Delegação italiana durante a cerimônia de abertura.

A Itália participou dos Jogos Olímpicos de Inverno de 2010, realizados em Vancouver, no Canadá. O país esteve em todas as edições de Jogos Olímpicos de Inverno já realizadas.

## Medalhas
| Atleta                | Esporte                                | Evento                  | Medalha |
| --------------------- | -------------------------------------- | ----------------------- | ------- |
| Giuliano Razzoli      | Esqui alpino                           | Slalom masculino        | Ouro    |
| Pietro Piller Cottrer | Esqui cross-country                    | 15 km livre masculino   | Prata   |
| Alessandro Pittin     | Combinado nórdico                      | Individual pista normal | Bronze  |
| Armin Zöggeler        | Luge                                   | Individual masculino    | Bronze  |
| Arianna Fontana       | Patinação de velocidade em pista curta | 500 m feminino          | Bronze  |

## Desempenho

### Biatlo
Feminino
| Atleta                                                      | Evento            | Final     | Final       | Final   |
| Atleta                                                      | Evento            | Tempo     | Penalidades | Posição |
| ----------------------------------------------------------- | ----------------- | --------- | ----------- | ------- |
| Roberta Fiandino                                            | Velocidade        | 23:11.6   | 4 (3+1)     | 73º     |
| Katja Haller                                                | Velocidade        | 21:51.0   | 1 (0+1)     | 38º     |
| Katja Haller                                                | Perseguição       | 36:20.9   | 5 (1+2+2+0) | 51º     |
| Katja Haller                                                | Individual        | 43:12.4   | 0 (0+0+0+0) | 18º     |
| Karin Oberhofer                                             | Velocidade        | 22:08.9   | 3 (1+2)     | 47º     |
| Karin Oberhofer                                             | Perseguição       | 36:40.3   | 6 (2+3+1+0) | 53º     |
| Karin Oberhofer                                             | Individual        | 49:18.6   | 7 (0+1+2+4) | 75º     |
| Michela Ponza                                               | Velocidade        | 21:55.7   | 2 (1+1)     | 43º     |
| Michela Ponza                                               | Perseguição       | 36:11.9   | 1 (0+1+0+0) | 50º     |
| Michela Ponza                                               | Individual        | 43:54.4   | 1 (0+0+0+1) | 27º     |
| Christa Perathoner                                          | Individual        | 50:23.3   | 5 (1+1+1+2) | 79º     |
| Michela Ponza Katja Haller Karin Oberhofer Roberta Fiandino | Revezamento 4x5km | 1:12:54.2 | 0+4 0+4     | 11º     |

Masculino
| Atleta                                                       | Evento              | Final     | Final       | Final   |
| Atleta                                                       | Evento              | Tempo     | Penalidades | Posição |
| ------------------------------------------------------------ | ------------------- | --------- | ----------- | ------- |
| Mattia Cola                                                  | Velocidade          | 27:24.9   | 1 (0+1)     | 60º     |
| Mattia Cola                                                  | Perseguição         | 39:50.9   | 4 (0+0+0+4) | 55º     |
| Christian de Lorenzi                                         | Velocidade          | 27:25.9   | 4 (2+2)     | 61º     |
| Christian de Lorenzi                                         | Individual          | 53:03.6   | 4 (1+0+2+1) | 38º     |
| Lukas Hofer                                                  | Velocidade          | 27:18.3   | 4 (2+2)     | 56º     |
| Lukas Hofer                                                  | Perseguição         | 39:50.9   | 5 (2+0+2+1) | 54º     |
| Lukas Hofer                                                  | Individual          | 53:23.7   | 3 (0+1+1+1) | 46º     |
| Markus Windisch                                              | Velocidade          | 26:44.7   | 0 (0+0)     | 44º     |
| Markus Windisch                                              | Perseguição         | 39:50.8   | 6 (0+2+3+1) | 53º     |
| Markus Windisch                                              | Individual          | 52:38.7   | 3 (0+3+0+0) | 31º     |
| Rene Laurent Vuillermoz                                      | Individual          | 54:19.7   | 4 (0+1+1+2) | 54º     |
| Christian de Lorenzi Markus Windisch Lukas Hofer Mattia Cola | Revezamento 4x7,5km | 1:26:27.5 | 0+3 1+8     | 12      |

### Bobsleigh
Feminino
| Atleta                            | Evento | Final      | Final      | Final      | Final      | Final   | Final |
| Atleta                            | Evento | 1ª corrida | 2ª corrida | 3ª corrida | 4ª corrida | Total   | Pos.  |
| --------------------------------- | ------ | ---------- | ---------- | ---------- | ---------- | ------- | ----- |
| Jessica Gillarduzzi Laura Curione | Duplas | 54.15      | 54.37      | 54.40      | 54.11      | 3:37.03 | 13º   |

Masculino
| Atleta                                                          | Evento  | Final      | Final      | Final      | Final      | Final   | Final |
| Atleta                                                          | Evento  | 1ª corrida | 2ª corrida | 3ª corrida | 4ª corrida | Total   | Pos.  |
| --------------------------------------------------------------- | ------- | ---------- | ---------- | ---------- | ---------- | ------- | ----- |
| Fabrizio Tosini Sergio Riva                                     | Duplas  | 52.84      | 52.83      | 52.34      | 52.65      | 3:30.66 | 17º   |
| Simone Bertazzo Samuele Romanini                                | Duplas  | 52.33      | 52.88      | DSQ        | DSQ        | DSQ     | DSQ   |
| Simone Bertazzo Danilo Santarsiero Samuele Romanini Mirko Turri | Equipes | 51.57      | 51.38      | 51.62      | 51.68      | 3:26.25 | 9º    |

### Combinado nórdico
| Atleta                                                             | Evento            | Salto de esqui | Salto de esqui | Cross-country | Cross-country | Cross-country     |
| Atleta                                                             | Evento            | Pts            | Pos.           | Déficit       | Tempo         | Pos.              |
| ------------------------------------------------------------------ | ----------------- | -------------- | -------------- | ------------- | ------------- | ----------------- |
| Alessandro Pittin                                                  | Pista normal 10km | 123.5          | 6°             | +0:48         | +0.8          | Medalha de bronze |
| Alessandro Pittin                                                  | Pista longa 10km  | 108.7          | 13º            | +1:13         | +40.7         | 7°                |
| Lukas Runggaldier                                                  | Pista normal 10km | 119.0          | 16°            | +1:06         | +49.6         | 16°               |
| Lukas Runggaldier                                                  | Pista longa 10km  | 114.2          | 7º             | +0:51         | +58.7         | 11°               |
| Giuseppe Michielli                                                 | Pista normal 10km | 107.0          | 38°            | +1:54         | +1:53.0       | 33°               |
| Giuseppe Michielli                                                 | Pista longa 10km  | 94.0           | 27º            | +2:12         | +2:17.4       | 23°               |
| Armin Bauer                                                        | Pista normal 10km | 91.5           | 44°            | +2:56         | +3:45.2       | 43°               |
| Armin Bauer                                                        | Pista longa 10km  | 99.8           | 23º            | +1:49         | +2:16.2       | 21°               |
| Lukas Runggaldier Armin Bauer Giuseppe Michielli Alessandro Pittin | Equipes           | 402.6          | 10º            | +2:19         | 51:55.5       | 10º               |

### Esqui alpino
Feminino
| Atleta             | Evento         | Corrida 1 | Corrida 2 | Total   | Pos. |
| ------------------ | -------------- | --------- | --------- | ------- | ---- |
| Federica Brignone  | Slalom gigante | 1:17.01   | 1:11.67   | 2:28.68 | 18º  |
| Chiara Costazza    | Slalom         | 53.18     | DNF       | DNF     | DNF  |
| Elena Fanchini     | Downhill       |           |           | DNF     | DNF  |
| Elena Fanchini     | Super-G        |           |           | 1:22.17 | 14º  |
| Nicole Gius        | Slalom         | 51.71     | 53.30     | 1:45.01 | 8º   |
| Nicole Gius        | Slalom gigante | 1:17.16   | 1:11.71   | 2:28.87 | 20º  |
| Denise Karbon      | Slalom         | 53.44     | 52.50     | 1:45.94 | 18º  |
| Denise Karbon      | Slalom gigante | 1:18.22   | 1:11.15   | 2:29.37 | 23º  |
| Daniela Merighetti | Downhill       |           |           | DNF     | DNF  |
| Daniela Merighetti | Combinado      | DNF       | DNF       | DNF     | DNF  |
| Daniela Merighetti | Super-G        |           |           | DNF     | DNF  |
| Manuela Mölgg      | Slalom         | 53.09     | 52.22     | 1:45.31 | 11º  |
| Manuela Mölgg      | Slalom gigante | 1:15.79   | 1:12.87   | 2:28.66 | 17º  |
| Lucia Recchia      | Downhill       |           |           | 1:46.50 | 9º   |
| Lucia Recchia      | Super-G        |           |           | 1:21.43 | 7º   |
| Johanna Schnarf    | Downhill       |           |           | 1:48.77 | 22º  |
| Johanna Schnarf    | Combinado      | 1:25.72   | 45.57     | 2:11.29 | 8º   |
| Johanna Schnarf    | Super-G        |           |           | 1:20.99 | 4º   |

Masculino
| Atleta                | Evento         | Corrida 1 | Corrida 2 | Total   | Pos.            |
| --------------------- | -------------- | --------- | --------- | ------- | --------------- |
| Massimiliano Blardone | Slalom gigante | 1:17.47   | 1:21.88   | 2:39.35 | 11º             |
| Christian Deville     | Slalom         | DNF       | DNF       | DNF     | DNF             |
| Peter Fill            | Downhill       |           |           | 1:55.29 | 15º             |
| Peter Fill            | Combinado      | DNF       | DNF       | DNF     | DNF             |
| Peter Fill            | Super-G        |           |           | DSQ     | DSQ             |
| Werner Heel           | Downhill       |           |           | 1:55.19 | 12º             |
| Werner Heel           | Super-G        |           |           | 1:30.67 | 4º              |
| Christof Innerhofer   | Downhill       |           |           | 1:55.58 | 19º             |
| Christof Innerhofer   | Combinado      | 1:54.55   | 51.90     | 2:46.45 | 8º              |
| Christof Innerhofer   | Super-G        |           |           | 1:30.73 | 6º              |
| Manfred Mölgg         | Combinado      | 1:58.29   | DNF       | DNF     | DNF             |
| Manfred Mölgg         | Slalom         | 48.64     | 51.81     | 1:40.45 | 7º              |
| Manfred Mölgg         | Slalom gigante | 1:18.94   | 1:21.57   | 2:40.51 | 22º             |
| Dominik Paris         | Combinado      | 1:53.54   | 54.45     | 2:47.99 | 13º             |
| Alexander Ploner      | Slalom gigante | 1:18.67   | 1:21.10   | 2:39.77 | 18º             |
| Giuliano Razzoli      | Slalom         | 47.79     | 51.53     | 1:39.32 | Medalha de ouro |
| Davide Simoncelli     | Slalom gigante | 1:18.52   | 1:21.44   | 2:39.96 | 19º             |
| Patrick Staudacher    | Downhill       |           |           | 1:57.21 | 35º             |
| Patrick Staudacher    | Super-G        |           |           | 1:30.74 | 7º              |
| Patrick Thaler        | Slalom         | 50.13     | DNF       | DNF     | DNF             |

### Esqui cross-country
Feminino
| Atleta                                                    | Evento                 | Qualificatória | Qualificatória | Quartas-de-final | Quartas-de-final | Semifinal   | Semifinal   | Final       | Final       |
| Atleta                                                    | Evento                 | Tempo          | Pos.           | Tempo            | Pos.             | Tempo       | Pos.        | Tempo       | Pos.        |
| --------------------------------------------------------- | ---------------------- | -------------- | -------------- | ---------------- | ---------------- | ----------- | ----------- | ----------- | ----------- |
| Elisa Brocard                                             | Velocidade             | 3:58.27        | 43º            | Não avançou      | Não avançou      | Não avançou | Não avançou | Não avançou | Não avançou |
| Antonella Confortola-Wyatt                                | Largada coletiva       |                |                |                  |                  |             |             | 1:34:07.7   | 16º         |
| Arianna Follis                                            | 10 km livre            |                |                |                  |                  |             |             | 25:54.1     | 11º         |
| Arianna Follis                                            | Perseguição combinada  |                |                |                  |                  |             |             | 41:21.6     | 9º          |
| Magda Genuin                                              | Velocidade             | 3:42.18        | 4º             | 3:41.9           | 1º               | 3:42.2      | 2º          | 3:49.1      | 5º          |
| Marianna Longa                                            | 10 km livre            |                |                |                  |                  |             |             | 26:06.2     | 18º         |
| Marianna Longa                                            | Perseguição combinada  |                |                |                  |                  |             |             | 41:02.2     | 7º          |
| Marianna Longa                                            | Largada coletiva       |                |                |                  |                  |             |             | 1:33:19.9   | 11º         |
| Karin Moroder                                             | Velocidade             | 3:53.74        | 39º            | Não avançou      | Não avançou      | Não avançou | Não avançou | Não avançou | Não avançou |
| Silvia Rupil                                              | 10 km livre            |                |                |                  |                  |             |             | 25:58.5     | 14º         |
| Silvia Rupil                                              | Perseguição combinada  |                |                |                  |                  |             |             | 42:01.6     | 16º         |
| Sabina Valbusa                                            | 10 km livre            |                |                |                  |                  |             |             | 26:05.8     | 17º         |
| Sabina Valbusa                                            | Perseguição combinada  |                |                |                  |                  |             |             | 42:19.4     | 18º         |
| Sabina Valbusa                                            | Largada coletiva       |                |                |                  |                  |             |             | DNS         | DNS         |
| Magda Genuin Arianna Follis                               | Velocidade por equipes |                |                |                  |                  | 18:43.0     | 2º          | 18:14.2     | 4º          |
| Arianna Follis Marianna Longa Silvia Rupil Sabina Valbusa | Revezamento 4x5 km     |                |                |                  |                  |             |             | 56:04.9     | 4º          |

Masculino
| Atleta                                                                | Evento                 | Qualificatória | Qualificatória | Quartas-de-final | Quartas-de-final | Semifinal   | Semifinal   | Final       | Final            |
| Atleta                                                                | Evento                 | Tempo          | Pos.           | Tempo            | Pos.             | Tempo       | Pos.        | Tempo       | Pos.             |
| --------------------------------------------------------------------- | ---------------------- | -------------- | -------------- | ---------------- | ---------------- | ----------- | ----------- | ----------- | ---------------- |
| Valerio Checchi                                                       | 15 km livre            |                |                |                  |                  |             |             | 34:53.7     | 19º              |
| Valerio Checchi                                                       | Largada coletiva       |                |                |                  |                  |             |             | 2:10:49.7   | 31º              |
| Giorgio Di Centa                                                      | 15 km livre            |                |                |                  |                  |             |             | 34:36.2     | 10º              |
| Giorgio Di Centa                                                      | Perseguição combinada  |                |                |                  |                  |             |             | 1:16:05.1   | 12º              |
| Giorgio Di Centa                                                      | Largada coletiva       |                |                |                  |                  |             |             | 2:05:49.0   | 11º              |
| Roland Clara                                                          | Largada coletiva       |                |                |                  |                  |             |             | 2:11:00.8   | 36º              |
| Pietro Piller Cottrer                                                 | 15 km livre            |                |                |                  |                  |             |             | 34:00.9     | Medalha de prata |
| Pietro Piller Cottrer                                                 | Perseguição combinada  |                |                |                  |                  |             |             | 1:16:19.9   | 14º              |
| Pietro Piller Cottrer                                                 | Largada coletiva       |                |                |                  |                  |             |             | 2:08:21.6   | 26º              |
| Loris Frasnelli                                                       | Velocidade             | 3:41.78        | 30º            | 3:40.9           | 6º               | Não avançou | Não avançou | Não avançou | Não avançou      |
| David Hofer                                                           | Perseguição combinada  |                |                |                  |                  |             |             | 1:25:02.6   | 53º              |
| David Hofer                                                           | Velocidade             | 3:42.89        | 39º            | Não avançou      | Não avançou      | Não avançou | Não avançou | Não avançou | Não avançou      |
| Thomas Moriggl                                                        | 15 km livre            |                |                |                  |                  |             |             | 34:59.9     | 24º              |
| Thomas Moriggl                                                        | Perseguição combinada  |                |                |                  |                  |             |             | 1:17:40.9   | 24º              |
| Fabio Pasini                                                          | Velocidade             | 3:40.86        | 26º            | 3:35.7           | 5º               | Não avançou | Não avançou | Não avançou | Não avançou      |
| Renato Pasini                                                         | Velocidade             | 3:39.63        | 20º            | 3:42.8           | 4º               | Não avançou | Não avançou | Não avançou | Não avançou      |
| Cristian Zorzi Renato Pasini                                          | Velocidade por equipes |                |                |                  |                  | 18:43.9     | 3º          | 19:21.1     | 8º               |
| Valerio Checchi Giorgio Di Centa Pietro Piller Cottrer Cristian Zorzi | Revezamento 4x10 km    |                |                |                  |                  |             |             | 1:47:16.6   | 9º               |

### Esqui estilo livre
Feminino
| Atleta          | Evento | Preliminar | Preliminar | Final  | Final |
| Atleta          | Evento | Pontos     | Pos.       | Pontos | Pos.  |
| --------------- | ------ | ---------- | ---------- | ------ | ----- |
| Deborah Scanzio | Moguls | 21.84      | 14º        | 22.19  | 10º   |

### Luge
Feminino
| Atleta           | Evento     | Final      | Final      | Final      | Final      | Final    | Final |
| Atleta           | Evento     | 1ª corrida | 2ª corrida | 3ª corrida | 4ª corrida | Total    | Pos.  |
| ---------------- | ---------- | ---------- | ---------- | ---------- | ---------- | -------- | ----- |
| Sandra Gasparini | Individual | 42.339     | 42.161     | 42.881     | 42.621     | 2:50.002 | 20º   |

Masculino
| Atleta                                    | Evento     | Final      | Final      | Final      | Final      | Final    | Final             |
| Atleta                                    | Evento     | 1ª corrida | 2ª corrida | 3ª corrida | 4ª corrida | Total    | Pos.              |
| ----------------------------------------- | ---------- | ---------- | ---------- | ---------- | ---------- | -------- | ----------------- |
| David Mair                                | Individual | 48.978     | 48.989     | 49.376     | 48.845     | 3:16.199 | 17º               |
| Reinhold Rainer                           | Individual | 48.846     | 49.065     | 49.416     | 48.007     | 3:16.334 | 21º               |
| Armin Zöggeler                            | Individual | 48.473     | 48.529     | 48.914     | 48.459     | 3:14.405 | Medalha de bronze |
| Oswald Haselrieder Gerhard Plankensteiner | Duplas     | 41.789     | 41.860     |            |            | 1:23.649 | 9º                |
| Christian Oberstolz Patrick Gruber        | Duplas     | 41.527     | 41.585     |            |            | 1:23.112 | 4º                |

### Patinação artística
| Atleta                            | Evento               | Programa curto | Programa curto | Programa longo | Programa longo | Total  | Total |
| Atleta                            | Evento               | Pontos         | Pos.           | Pontos         | Pos.           | Pontos | Pos.  |
| --------------------------------- | -------------------- | -------------- | -------------- | -------------- | -------------- | ------ | ----- |
| Carolina Kostner                  | Individual feminino  | 63.02          | 7º             | 88.88          | 19º            | 151.90 | 16º   |
| Samuel Contesti                   | Individual masculino | 70.60          | 14º            | 116.90         | 19º            | 187.50 | 18º   |
| Paolo Bacchini                    | Individual masculino | 64.42          | 20º            | 112.79         | 22º            | 177.21 | 20º   |
| Nicole Della Monica Yannick Kocon | Duplas               | 56.82          | 11º            | 104.78         | 13º            | 161.60 | 12º   |

| Atletas                        | Evento        | Dança obrigatória | Dança obrigatória | Dança original | Dança original | Dança livre | Dança livre | Total  | Total |
| Atletas                        | Evento        | Pts.              | Pos.              | Pts.           | Pos.           | Pts.        | Pos.        | Pts.   | Pos.  |
| ------------------------------ | ------------- | ----------------- | ----------------- | -------------- | -------------- | ----------- | ----------- | ------ | ----- |
| Federica Faiella Massimo Scali | Dança no gelo | 39.88             | 5º                | 60.18          | 5º             | 99.11       | 5º          | 199.17 | 5º    |
| Anna Cappellini Luca Lanotte   | Dança no gelo | 33.13             | 12º               | 51.45          | 12º            | 82.74       | 15º         | 167.32 | 12º   |

### Patinação de velocidade
Feminino
| Atleta           | Evento | Corrida 1 | Corrida 1 | Corrida 2 | Corrida 2 | Final   | Final |
| Atleta           | Evento | Tempo     | Pos.      | Tempo     | Pos.      | Tempo   | Pos.  |
| ---------------- | ------ | --------- | --------- | --------- | --------- | ------- | ----- |
| Chiara Simionato | 500 m  | 39.480    | 28º       | 39.285    | 25º       | 78.76   | 25º   |
| Chiara Simionato | 1000 m |           |           |           |           | 1:18.02 | 19º   |
| Chiara Simionato | 1500 m |           |           |           |           | 2:02.38 | 27º   |

Masculino
| Atleta           | Evento | Corrida 1 | Corrida 1 | Corrida 2 | Corrida 2 | Final   | Final |
| Atleta           | Evento | Tempo     | Pos.      | Tempo     | Pos.      | Tempo   | Pos.  |
| ---------------- | ------ | --------- | --------- | --------- | --------- | ------- | ----- |
| Matteo Anesi     | 1000 m |           |           |           |           | 1:11.51 | 30º   |
| Matteo Anesi     | 1500 m |           |           |           |           | 1:47.34 | 12º   |
| Enrico Fabris    | 1500 m |           |           |           |           | 1:47.02 | 10º   |
| Enrico Fabris    | 5000 m |           |           |           |           | 6:20.53 | 7º    |
| Ermanno Ioriatti | 500 m  | 35.957    | 29º       | 35.842    | 24º       | 71.79   | 24º   |
| Ermanno Ioriatti | 1000 m |           |           |           |           | 1:12.15 | 33º   |
| Luca Stefani     | 5000 m |           |           |           |           | 6:41.75 | 25º   |

| Equipe                                  | Evento                  | Quartas            | Semifinal        | Final                             | Final |
| Equipe                                  | Evento                  | Adversário Tempo   | Adversário Tempo | Adversário Tempo                  | Pos.  |
| --------------------------------------- | ----------------------- | ------------------ | ---------------- | --------------------------------- | ----- |
| Matteo Anesi Enrico Fabris Luca Stefani | Perseguição por equipes | CAN Canadá D +3.97 | Não avançou      | Final C KOR Coreia do Sul D +5.79 | 6º    |

### Patinação de velocidade em pista curta
Feminino
| Atleta                                                                    | Evento             | Preliminar | Preliminar | Quartas     | Quartas     | Semifinal   | Semifinal   | Final            | Final             |
| Atleta                                                                    | Evento             | Tempo      | Pos.       | Tempo       | Pos.        | Tempo       | Pos.        | Tempo            | Pos.              |
| ------------------------------------------------------------------------- | ------------------ | ---------- | ---------- | ----------- | ----------- | ----------- | ----------- | ---------------- | ----------------- |
| Arianna Fontana                                                           | 500 metros         | 44.482     | 1º         | 44.257      | 2º          | 43.991      | 2º          | 43.804           | Medalha de bronze |
| Arianna Fontana                                                           | 1000 metros        | 1:32.640   | 2º         | 1:32.472    | 3º          | Não avançou | Não avançou | Não avançou      | Não avançou       |
| Arianna Fontana                                                           | 1500 metros        | 2:27.120   | 1º         |             |             | 2:21.522    | 3º          | Final B 2:42.801 | 9º                |
| Cecilia Maffei                                                            | 500 metros         | 44.948     | 3º         | Não avançou | Não avançou | Não avançou | Não avançou | Não avançou      | Não avançou       |
| Cecilia Maffei                                                            | 1000 metros        | 1:32.615   | 3º         | Não avançou | Não avançou | Não avançou | Não avançou | Não avançou      | Não avançou       |
| Cecilia Maffei                                                            | 1500 metros        | 2:24.931   | 5º         |             |             | Não avançou | Não avançou | Não avançou      | Não avançou       |
| Martina Valcepina                                                         | 500 metros         | 1:08.173   | 4º         | Não avançou | Não avançou | Não avançou | Não avançou | Não avançou      | Não avançou       |
| Katia Zini                                                                | 1500 metros        | 2:30.606   | 6º         |             |             | Não avançou | Não avançou | Não avançou      | Não avançou       |
| Lucia Peretti Cecilia Maffei Martina Valcepina Katia Zini Arianna Fontana | Revezamento 3000 m |            |            |             |             | 4:23.950    | 4º          | Final B 4:18.559 | 6º                |

Masculino
| Atleta                                                       | Evento             | Preliminar | Preliminar | Quartas     | Quartas     | Semifinal   | Semifinal   | Final            | Final       |
| Atleta                                                       | Evento             | Tempo      | Pos.       | Tempo       | Pos.        | Tempo       | Pos.        | Tempo            | Pos.        |
| ------------------------------------------------------------ | ------------------ | ---------- | ---------- | ----------- | ----------- | ----------- | ----------- | ---------------- | ----------- |
| Nicolas Bean                                                 | 500 metros         | 42.344     | 3º         | Não avançou | Não avançou | Não avançou | Não avançou | Não avançou      | Não avançou |
| Nicolas Bean                                                 | 1000 metros        | 1:26.781   | 2º         | 1:25.827    | 3º          | Não avançou | Não avançou | Não avançou      | Não avançou |
| Nicolas Bean                                                 | 1500 metros        | 2:17.089   | 4º         |             |             | Não avançou | Não avançou | Não avançou      | Não avançou |
| Yuri Confortola                                              | 500 metros         | 1:17.401   | 4º         | Não avançou | Não avançou | Não avançou | Não avançou | Não avançou      | Não avançou |
| Yuri Confortola                                              | 1000 metros        | 1:27.073   | 1º         | 1:24.788    | 3º          | Não avançou | Não avançou | Não avançou      | Não avançou |
| Yuri Confortola                                              | 1500 metros        | 2:14.584   | 1º         |             |             | 2:13.645    | 3º          | DSQ              | DSQ         |
| Nicola Rodigari                                              | 500 metros         | 42.190     | 3º         | Não avançou | Não avançou | Não avançou | Não avançou | Não avançou      | Não avançou |
| Nicola Rodigari                                              | 1000 metros        | 1:41.117   | 3º ADV     | DSQ         | DSQ         | Não avançou | Não avançou | Não avançou      | Não avançou |
| Nicola Rodigari                                              | 1500 metros        | 2:12.609   | 3º         |             |             | 2:11.402    | 4º          | Final B 2:18.422 | 8º          |
| Nicolas Bean Yuri Confortola Claudio Rinaldi Nicola Rodigari | Revezamento 5000 m |            |            |             |             | DSQ         | DSQ         | Não avançou      | Não avançou |

### Salto de esqui
| Atleta              | Evento                  | Preliminar | Preliminar | 1ª rodada   | 1ª rodada   | Final       | Final       | Final       |
| Atleta              | Evento                  | Pontos     | Pos.       | Pontos      | Pos.        | Pontos      | Total       | Pos.        |
| ------------------- | ----------------------- | ---------- | ---------- | ----------- | ----------- | ----------- | ----------- | ----------- |
| Andrea Morassi      | Pista normal individual | 114.0      | 32º        | 106.0       | 43º         | Não avançou | Não avançou | Não avançou |
| Andrea Morassi      | Pista longa individual  | 109.7      | 31º        | 59.9        | 48º         | Não avançou | Não avançou | Não avançou |
| Sebastian Colloredo | Pista normal individual | 113.0      | 35º        | 114.0       | 28º         | 115.0       | 229.0       | 29º         |
| Sebastian Colloredo | Pista longa individual  | 125.2      | 18º        | 99.3        | 27º         | 102.9       | 202.2       | 27º         |
| Roberto Dellasega   | Pista normal individual | DSQ        | DSQ        | Não avançou | Não avançou | Não avançou | Não avançou | Não avançou |
| Roberto Dellasega   | Pista longa individual  | 87.8       | 44º        | Não avançou | Não avançou | Não avançou | Não avançou | Não avançou |

### Skeleton
| Atleta             | Evento    | 1ª corrida | 2ª corrida | 3ª corrida | 4ª corrida | Total   | Pos. |
| ------------------ | --------- | ---------- | ---------- | ---------- | ---------- | ------- | ---- |
| Costanza Zanoletti | Feminino  | 55.48      | 55.63      | 55.38      | 55.31      | 3:41.80 | 15º  |
| Nicola Drocco      | Masculino | 55.77      | 54.60      | 54.97      | –          | 2:45.34 | 26º  |

### Snowboard
Halfpipe
| Atleta            | Evento    | Qualificatória | Qualificatória | Qualificatória | Semifinal   | Semifinal   | Semifinal   | Final       | Final       | Final       |
| Atleta            | Evento    | Corrida 1      | Corrida 2      | Pos.           | Corrida 1   | Corrida 2   | Pos.        | Corrida 1   | Corrida 2   | Pos.        |
| ----------------- | --------- | -------------- | -------------- | -------------- | ----------- | ----------- | ----------- | ----------- | ----------- | ----------- |
| Manuel Pietropoli | Masculino | 9.3            | 5.2            | 20º            | Não avançou | Não avançou | Não avançou | Não avançou | Não avançou | Não avançou |

Slalom gigante paralelo
| Atleta             | Evento    | Preliminar | Preliminar | Oitavas             | Quartas          | Semifinal        | Final            | Final       |
| Atleta             | Evento    | Tempo      | Pos.       | Adversário Tempo    | Adversário Tempo | Adversário Tempo | Adversário Tempo | Pos.        |
| ------------------ | --------- | ---------- | ---------- | ------------------- | ---------------- | ---------------- | ---------------- | ----------- |
| Carmen Ranigler    | Feminino  | 1:26.93    | 25º        | Não avançou         | Não avançou      | Não avançou      | Não avançou      | Não avançou |
| Corinna Boccacini  | Feminino  | 1:28.88    | 26º        | Não avançou         | Não avançou      | Não avançou      | Não avançou      | Não avançou |
| Aaron March        | Masculino | 1:18.36    | 13º        | AUT B. Karl D +2.27 | Não avançou      | Não avançou      | Não avançou      | Não avançou |
| Roland Fischnaller | Masculino | 1:18.87    | 18º        | Não avançou         | Não avançou      | Não avançou      | Não avançou      | Não avançou |
| Meinhard Erlacher  | Masculino | 1:20.14    | 21º        | Não avançou         | Não avançou      | Não avançou      | Não avançou      | Não avançou |

Snowboard cross
| Atleta            | Evento    | Preliminar | Preliminar | Oitavas | Quartas     | Semifinal   | Final       | Final       |
| Atleta            | Evento    | Tempo      | Pos.       | Posição | Posição     | Posição     | Posição     | Pos.        |
| ----------------- | --------- | ---------- | ---------- | ------- | ----------- | ----------- | ----------- | ----------- |
| Raffaella Brutto  | Feminino  | 1:34.12    | 17º        |         | Não avançou | Não avançou | Não avançou | Não avançou |
| Alberto Schiavon  | Masculino | 1:22.33    | 13º        | 3º      | Não avançou | Não avançou | Não avançou | Não avançou |
| Stefano Pozzolini | Masculino | 1:23.08    | 18º        | 2º      | 3º          | Não avançou | Não avançou | Não avançou |
| Federico Raimo    | Masculino | 1:23.16    | 19º        | 4º      | Não avançou | Não avançou | Não avançou | Não avançou |
| Simone Malusa     | Masculino | 1:24.53    | 30º        | 3º      | Não avançou | Não avançou | Não avançou | Não avançou |

Legenda
| Recorde mundial      | Recorde mundial (World record)               |                       | Recorde africano                      | Recorde africano (African) |                                           | Q | Classificado por posição (Qualified) |
| Recorde olímpico     | Recorde olímpico (Olympic record)            | Recorde da América    | Recorde da América (Americas)         | q                          | Classificado por melhor tempo (Qualified) |   |                                      |
| Melhor marca do ano  | Melhor marca do ano (World leading)          | Recorde asiático      | Recorde asiático (Asian)              | DNS                        | Não largou (Did not start)                |   |                                      |
| Recorde nacional     | Recorde nacional (National record)           | Recorde europeu       | Recorde europeu (European)            | DNF                        | Não terminou (Did not finish)             |   |                                      |
| Recorde pessoal      | Recorde pessoal do atleta (Personal best)    | Recorde da Oceania    | Recorde da Oceania (Oceania)          | DSQ / DQ                   | Desclassificado (Disqualified)            |   |                                      |
| Recorde da temporada | Recorde da temporada do atleta (Season best) | Recorde sul-americano | Recorde sul-americano (South America) | NM                         | Sem marca (No mark)                       |   |                                      |